# Honoriusz (imię)
Honoriuszⓘ, Honory – imię męskie pochodzenia łacińskiego, wywodzące się od wyrazu pospolitego honor, co oznacza 'cześć, godność, honor'.
Honoriusz imieniny obchodzi 24 kwietnia, jako wspomnienie św. biskupa zm. w 586 i 30 września, jako wspomnienie św. Honoriusza z Canterbury, biskupa, zm. w 653 roku.
Znane osoby o tym imieniu:
- Flawiusz Honoriusz – cesarz rzymski
- Honoriusz z Canterbury – biskup, święty
- Honoriusz I – papież w latach 625–638
- Honoriusz II – antypapież w latach 1061–1064
- Honoriusz II – papież w latach 1124–1130
- Honoriusz III – papież w latach 1216–1227
- Honoriusz IV – papież w latach 1285–1287
- Honoriusz I Grimaldi – senior Monako od 1532 do śmierci
- Honoriusz II Grimaldi – książę Monako w latach 1641–1662
- Honoriusz III Grimaldi – książę Monako w latach 1733–1793
- Honoriusz IV Grimaldi – książę Monako w latach 1814–1819
- Honoriusz Kowalczyk – polski dominikanin
- Honoré de Balzac – francuski pisarz
- Honoré Daumier – francuski malarz

Zobacz też:
- Honorat